# Die Falkner vom Falkenhof
Die Falkner vom Falkenhof ist ein Roman (Familien-, Schauer-, Kriminal-, Liebesroman), den Eufemia von Adlersfeld-Ballestrem 1890 als Fortsetzungsroman im sechsten Jahrgang der illustrierten Familienzeitschrift Universum veröffentlichte. Es folgten Buchveröffentlichungen im Reclam-Verlag, der das Universum 1896 aufkaufte. Das Werk erwies sich als Bestseller und erlebte bis heute Dutzende von Auflagen.
Der Roman erzählt die Geschichte der armen, aber schönen und charakterstarken Opernsängerin Dolores Freiin von Falkner, die unerwartet einen bedeutenden Adelssitz erbt. Aus Rache, weil sie seine Liebe nicht erwidert, und um selbst in den Genuss der Erbschaft zu kommen, versucht ein Verwandter sie umzubringen. Dolores gelingt es nicht nur, seine Machenschaften zu vereiteln, sondern auch, nach vielen Komplikationen, den Mann, den sie liebt, zu heiraten.

## Handlung
Erstes Buch
Ort der Handlung ist die Provinzstadt X., die Zeit die Gegenwart der Autorin, also die späten 1880er Jahre. Auf der städtischen Bühne wird die Oper Satanella uraufgeführt. Die Titelpartie wird von einer auswärtigen Primadonna gesungen, Dolores Falconieros, einer 22-jährigen Brasilianerin mit deutschen Wurzeln. Bald erweist sie sich auch als die Komponistin des Werkes. Im Publikum befinden sich die lokalen Kunstliebhaber, darunter der Historienmaler Richard Keppler und der designierte Erbe eines bedeutenden Adelssitzes, des Falkenhofs, Legationsrat Alfred Freiherr von Falkner. Alfred ist ein kritischer, kühler, ja abweisender Mensch, der trotz seiner 38 Lebensjahre immer noch unverheiratet ist. Das Opernerlebnis versetzt ihn allerdings in größte innere Unruhe. Alfred besucht jede Vorführung, spielt seine Erschütterung vor den Bekannten aber herunter und mokiert sich über Werk und Schöpferin.
Bald erfährt der Leser den Grund für seine Erregung:

„Aus der Jugendzeit, aus der Jugendzeit

Tönt ein Lied mir immerdar –“

In der Zeit von Alfreds Kindheit war sein Onkel Gustav Herr des Falkenhofs. Alfreds Vater, Gustavs jüngerer Bruder, starb früh; Alfreds Mutter Adelheid heiratete, recht zum Missmut der Familie, bald wieder, Alfreds Hauslehrer nämlich, den liebedienerischen Dr. Theobald Ruß, für den diese Verbindung weitaus profitabler war als für die Witwe.
Neben Gustav und Alfreds Vater gab es noch einen dritten Bruder, Friedrich, der eine Brasilianerin geheiratet hatte, dann bankrottging und gezwungen war, erneut auf dem Falkenhof zu leben. Das Paar brachte seine kleine Tochter mit, die Alfreds geliebte Spielgefährtin wurde, während der Onkel, Gustav, das Mädchen wegen seiner ausländischen Mutter und seines eigensinnigen Temperaments ablehnte und als „Teufelskind“ schmähte – eine Einschätzung, die für das Mädchen überaus prägend wurde und sie noch im Erwachsenenalter glauben ließ, sie habe kein Herz.
Ein bitterer Streit der Brüder hatte zur Folge, dass die geliebte Freundin von einem Tag auf den anderen aus Alfreds Leben wieder verschwand. Als die Sängerin Dolores Falconieros in der Stadt erscheint, erkennt er sofort, dass diese keine andere als seine Kindheitsgefährtin und Cousine, Freiin Dolores von Falkner ist.
Dann stirbt kinderlos Gustav von Falkner. Zur allgemeinen Überraschung hinterlässt er den Falkenhof nicht Alfred, sondern ausgerechnet der einzigen überlebenden Angehörigen seines Bruders Friedrich: Dolores. Weil er nicht will, dass der Falkenhof nach einer eventuellen Heirat Dolores' an eine fremde Familie fällt, ist es sein letzter Wunsch, dass Dolores und Alfred heiraten.
Das Verhältnis von Vetter und Cousine, das durch Alfreds massive Kritik an ihrer Oper von Anfang an schwierig war, wird durch dieses Anliegen des Erblassers zusätzlich kompliziert. Der Gedanke, sich einen Familienbesitz, der er fast ererbt hätte, stattdessen zu erheiraten, geht ihm nämlich noch mehr gegen den Stolz als der bloße Verlust des Falkenhofs. Mit großem Feingefühl versucht Dolores, Alfreds immer wieder aufloderndes Ressentiment zu beruhigen. So lässt sie, obwohl Alfreds Mutter sie, als Erbkonkurrentin ihres Sohnes, ablehnt, diese und deren Ehemann Ruß weiterhin kostenlos im Falkenhof wohnen. Um Alfred entgegenzukommen, würde sie ihm den Falkenhof gern schenken und begründet dies mit der Schwindelei, dass sie in Brasilien wertvolle Plantagen besitze, die sie in eigener Person beaufsichtigen müsse, sodass sie gar nicht auf dem Falkenhof bleiben könne. Ihre Großzügigkeit reizt Alfred, der keine Geschenke von ihr annehmen will, aber nur noch weiter. Dolores, die Alfred längst liebt, ist über sein abweisendes, trotziges Verhalten tief verletzt und weiß am Ende nur noch einen Ausweg: Alfred soll den Falkenhof, wenn sie – was sie für wahrscheinlich hält – unverheiratet stirbt, als Erbschaft erhalten.
Dolores zieht schließlich auf dem Falkenhof ein, und zwar gerade in dessen „Spukzimmer“, das es ihr aus Gründen, die ihr zunächst nicht bewusst sind, besonders angetan hat. Später erfährt sie, dass in dem Zimmer ihre Ahnfrau Maria Dolorosa eingesperrt gelebt hat, eine wahnsinnig gewordene Gattenmörderin. Wie ein Gemälde in der Bildergalerie des Schlosses zeigt, gleicht Dolores der Ahnfrau bis aufs Haar. Maria erscheint Dolores von nun an immer wieder als Traumbild, grüßt sie als ihre „Erlöserin“ und verspricht Dolores zu beschützen.

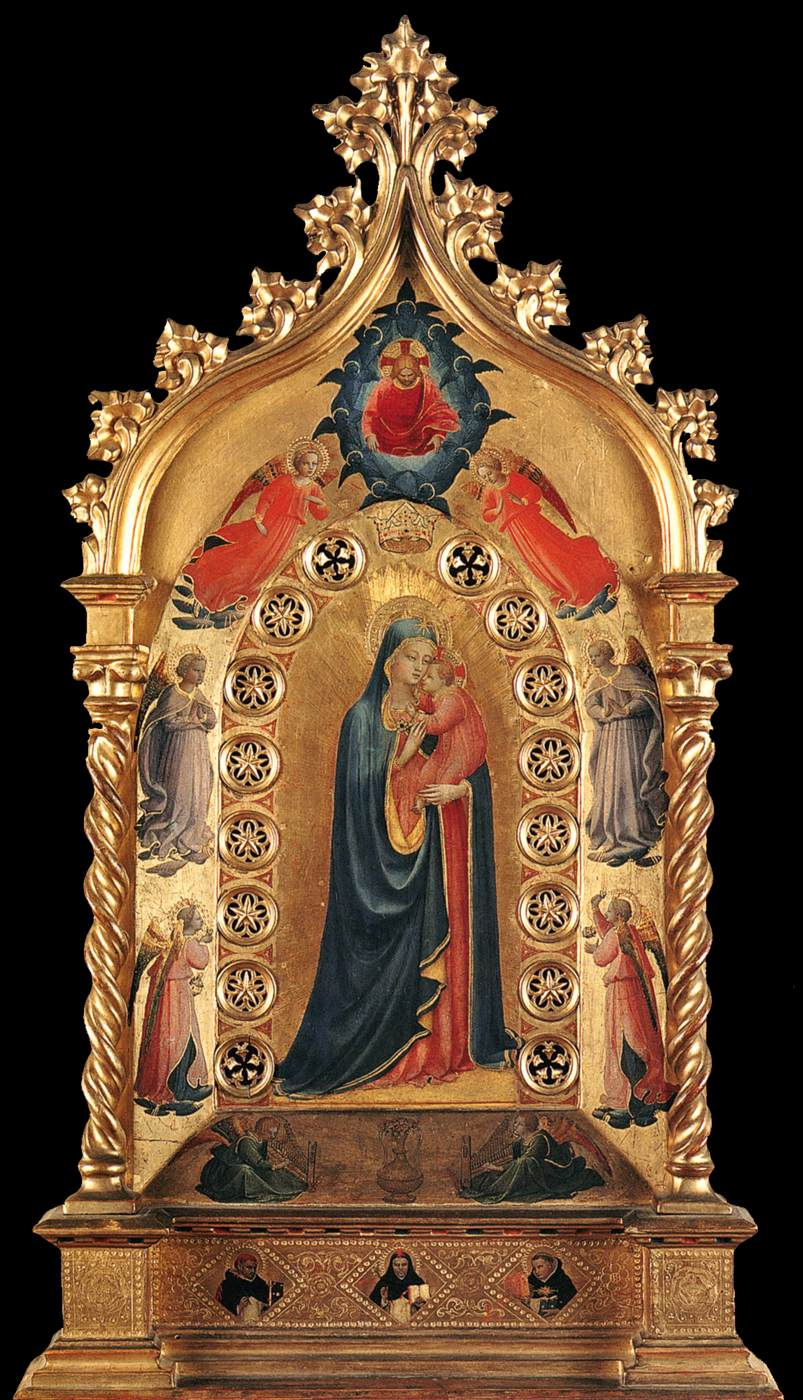
Das Geheimfach in Dolores' Schlafzimmer wird von einer Reproduktion von Fra Angelicos Madonna della stella geziert.

Bereits bei ihrem ersten Traumauftritt weist die Erscheinung Dolores auf ein Geheimfach hin, das diese nach dem Erwachen tatsächlich findet und öffnet. Neben anderen Gegenständen aus dem persönlichen Besitz der Ahnfrau birgt das Fach ein Missale mit einer handschriftlich ergänzten Weissagung:

„Wenn sich die Bas' dem Vetter soll vermählen,
Wird sich der Falk' ein dauernd Nestlein wählen.
Die letzte Falkin muß in Schmerzen büßen,
Die Grabesruh' der Ahne zu versüßen.
Wenn neu sie auflebt in der Huldgestalt,
Die einst im Brautgewande ward gemalt,
Kann diese Falkin siegen ob dem Bösen.
Wird meine arme Seele sie erlösen,
Wird sie des Falken Herz zu sich bekehren,
Werd' ich der Engel Alleluja hören.
Dann ist ein tausendjährig Blühn beschieden
Dem Stamm der Falkner auf der Erd' hienieden.
Kann sich das Edelfalkenpaar nicht finden,
So wird ihr Stamm erlöschen und verschwinden.“

Nach und nach erfährt Dolores Marias ganze Geschichte: Maria Dolorosa, geborene von Falkner und Tochter einer spanischen Mutter, sollte im 17. Jahrhundert zur Heirat mit ihrem Verwandten Ferdinand von Falkner gezwungen werden. Als Ferdinand erfuhr, dass sie heimlich bereits seinen Bruder Lupold geheiratet hatte, erschlug er Lupold mit dem Schwert und zwang Maria zur Ehe. Diese verfiel vor Schmerz dem Wahnsinn und erstach Ferdinand noch in der Hochzeitsnacht. Da sie später einen Sohn Jost gebar, blieb der Stamm der Falkner trotz der Bluttaten erhalten.
In unmittelbarer Nachbarschaft des Falkenhofs liegen das Gut Arnsdorf und das Schloss Monrepos. Dolores beginnt mit den Nachbarn gesellschaftlich zu verkehren. Das recht heruntergekommene Arnsdorf gehört dem exzentrischen Grafenehepaar Schinga (die Gräfin hält zu ihrer Unterhaltung Schlangen). Das Lustschloss Monrepos gehört dem Herzog von Nordland, der hier unbeschwerte Sommertage verbringt, gemeinsam mit seinen erwachsenen Kindern: der mütterlichen Alexandra, dem Erbprinzen Emil und der oberflächlichen, verwöhnten und überaus kapriziösen, „Lolo“ genannten Eleonore.
Lolo verliebt sich in Alfred, der jedoch nur Augen für Dolores hat und diese für seine bisherige Taktlosigkeit schließlich auch um Verzeihung bittet.
Zweites Buch
Während eines freundschaftlichen Besuchs der Bewohner von Monrepos und Arnsdorf im Falkenhof schlägt Lolo vor, zur Belustigung der Gesellschaft die Falknersche Familiengruft zu erkunden. In dieser Gruft liegen, seltsam makellos erhalten, auch die sterblichen Überreste der Maria Dolorosa. Lolo gruselt sich und wirft sich Alfred in die Arme, was ihre Neigung zu ihm für alle Anwesenden augenfällig macht. Ritterlich – Lolo soll nicht ihr Gesicht verlieren – hält Alfred daraufhin um ihre Hand an.
Alltäglichen Umgang pflegt Dolores auch mit Alfreds Mutter und deren zweitem Mann Ruß. Letzterer verhält sich gegen sie außerordentlich freundlich. Karl Engels, der Verwalter des Falkenhofs, der an Dolores eine Art Vaterstelle übernimmt, warnt sie vor Ruß vergeblich, Dolores will in ihm nichts Böses sehen. Ruß strebt aber eine Liebschaft mit der schönen jungen Erbin an und versucht, als Dolores ihm diese Hoffnung zunichtemacht, durch vielfältige Machenschaften, andere Vorteile für sich herauszuholen. So suggeriert er Dolores, ihn an Engels’ statt zum Verwalter des Falkenhofs zu machen, und drängt Alfred, den künftigen Schwiegersohn des Herzog, ihm eine Stellung bei Hofe zu verschaffen. Beides scheitert, letzteres schon darum, weil der alte Herzog abzudanken und die Amtsgewalt seines Hauses an den Kaiser zurückzugeben plant.
Nachdem Lolo einen Bräutigam gefunden hat, ist es auch für ihre älteren Geschwister Zeit, sich zu verheiraten. Alexandra verlobt sich mit einem Großherzog. Emil, der nur noch dem Namen nach ein Prinz ist, hält um Dolores' Hand an. Sie bittet um Bedenkzeit. Einen Heiratsantrag, den sie danach von Historienmaler Keppler erhält, zieht sie gar nicht in Betracht.
Derweil geschieht im Falkenhof immer mehr Seltsames und Unheimliches. So entdeckt Dolores, dass der Kamin in ihrem Schlafzimmer sich wie ein Karussell drehen kann und tatsächlich eine Geheimtür ist, hinter der sich auch die frischen Fußspuren eines Unbekannten finden, der sich zu ihrem Apartment wohl schon mehrfach unbemerkten Zugang verschafft hat. Wenig später wird Dolores ebenfalls von einer unerkannten Person ins „Hexenloch“ gestoßen, einen romantischen, am Rande des Falkenhofs gelegenen Tümpel, in dem sie fast ertrinkt, von Alfred, der sie schreien hört, im letzten Augenblick aber gerettet wird.
Da Alfred, als er seine Verlobte näher kennenlernt, bei dieser immer mehr Eigensinn, Flatterhaftigkeit und Herzlosigkeit entdeckt, kommen ihm Zweifel an der Verbindung. Diese gipfeln in einer Aussprache zwischen ihm und Dolores und einem wechselseitigen Bekenntnis ihrer Liebe. Dann obsiegt in Alfred jedoch das Pflichtgefühl und er und Lolo geben sich das Jawort. Nachdem sie sich auf Monrepos häuslich eingerichtet haben, langweilt Lolo sich in der Ehe bald und treibt übermütige Possen; unter anderem überrascht sie Dolores an deren Geburtstag mit dem Geschenk einer Ringelnatter, wohl wissend, dass diese sich vor Schlangen zu Tode ängstigt.

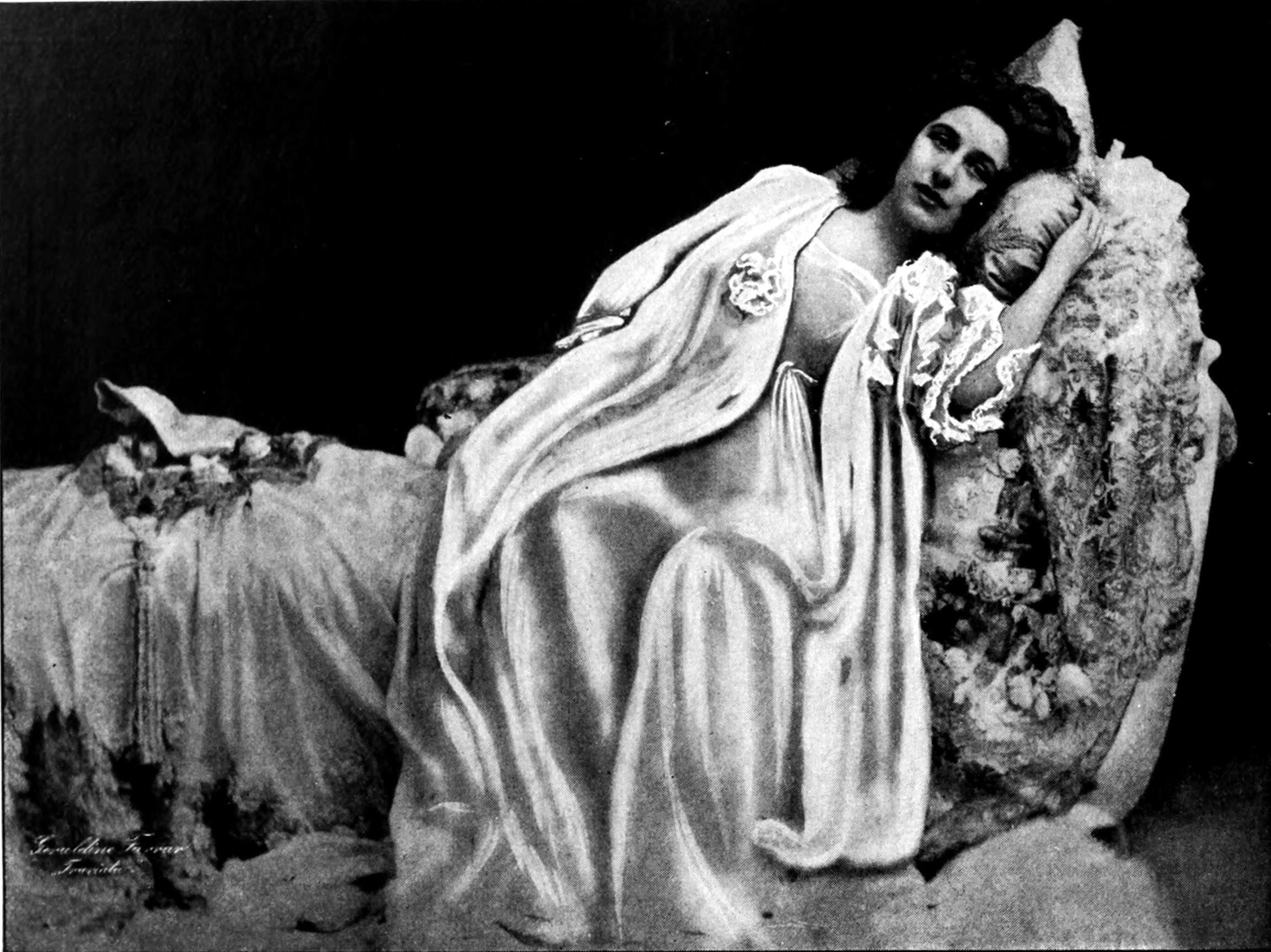
Die körperlich verfallende, weil vergiftete Dolores wird im Roman mit der Traviata verglichen.

Dabei gerät Dolores im Falkenhof unter noch weitaus gravierendere Bedrohungen. So entgeht sie nur knapp einer Pistolenkugel. Bald darauf wird sie von seltsamer ständiger Müdigkeit befallen, wobei sie klagt, dass all ihre Speise einen seltsamen Beigeschmack habe. Es verdichten sich die Zeichen, dass Ruß sie mit Blausäure nach und nach zu vergiften sucht, teils aus Rache für ihre Zurückweisung, teils aus Habgier, denn wenn sie stirbt und den Falkenhof Alfred hinterlässt, profitiert als Stiefvater des Erben auch er davon. Alfreds Mutter kommt dem Treiben ihres Mannes aber auf die Schliche, vereitelt den Mordplan und informiert Dolores, die ihren Peiniger zur Rede stellt und ihm nahelegt, mit einer von ihr ausgesetzten Rente ins Ausland zu gehen. Falls er sich weigert, will sie ihn der Polizei melden.
Wegen eines Manövers ist in Monrepos eine Gruppe von Offizieren einquartiert. Lolo, die sich mit Alfred unerträglich langweilt, kommt die Gesellschaft der unterhaltsamen und schmucken Männer äußerst gelegen. Um sie zu einem Wettbewerb um ihre Rettung anzustacheln, springt sie vor ihren Augen ins „Hexenloch“. Freilich ist Alfred der einzige, der ihr tatsächlich ins Wasser folgt. Er kommt jedoch zu spät, Lolo ertrinkt.
Epilog
Einige Jahre später. Dolores und Alfred haben geheiratet und einen Sohn, Werner. Ruß lebt in Australien. Dass der Leichnam Marias vor ihren Augen plötzlich zu Staub zerfällt, deuten Dolores und Alfred als Zeichen, dass die Ahnfrau endlich erlöst ist.

## Probleme der Handlung
Der Autorin sind bei der Konzeption des Romans einige auffällige Fehler unterlaufen. So wird Dolores’ Alter mit 22 Jahren und Alfreds mit 38 Jahren angegeben, woraus sich ein Altersunterschied von 16 Jahren ergibt. Auf S. 28 heißt es jedoch, beide seien als Kinder Spielgefährten gewesen.
Seltsam ist, dass die Autorin die weibliche Hauptfigur als (halbe) Brasilianerin einführt und dann ausführt, sie spreche mit ihren brasilianischen Dienstboten – statt portugiesisch – spanisch. Auch ihr Name, Dolores, ist spanisch. Als Anredeformen für die brasilianischen Figuren werden das spanische „Señor“ und das italienische „Donna“ verwendet. Die Namen der brasilianischen Dienstboten – Tereza, Ramo Granza – sind dagegen portugiesisch.

## Ausgaben (Auswahl)
- Die Falkner vom Falkenhof. Verlag des Universum, Alfred Hauschild, Dresden 1890.
- Die Falkner vom Falkenhof. Reclam, Leipzig 1896.
- Die Falkner vom Falkenhof. BiblioBazaar, 2009, ISBN 978-1-115-68209-1.
- Die Falkner vom Falkenhof. BiblioLife, 2009, ISBN 978-1-115-68207-7.
- Die Falkner vom Falkenhof. CreateSpace, 2016, ISBN 978-1-5233-6329-2.
- Die Falkner vom Falkenhof. Hansebooks, 2017, ISBN 978-3-337-35638-5.
- Die Falkner vom Falkenhof. Outlook Verlag, 2019, ISBN 978-3-7340-8038-8.